# 医极
医极（いきゅう）は、戦時、陸軍の衛生勤務に用いる器械、薬物、消耗品を行李に収納したものである。

## 概要
外箱は木製または革製で、外面に名称、番号、赤十字章を標記した。その種類には次のようなものがあった。
1. 隊医极 - 1号ないし4号を1組とし、戦時諸部隊が携行した。
2. 衛生隊医极 - 1号ないし18号を1組とし、戦時衛生機関である衛生隊が携行した。
3. 病院医极 - 1号ないし18号を1組とし、戦時衛生機関である野戦病院兵站病院が携行した。
4. 廠医极 - 1号ないし24号を1組とし、戦時衛生機関である野戦衛生材料廠が携行した。
5. 防疫医极 - 戦時衛生機関である野戦防疫部が携行したもので、病原検索、理化学検査、病理検査などに要する材料を納めたもの。
6. 歯科医极 - 1号ないし6号を1組とし、歯科治療および技工に要する材料を納め、軍および兵站軍医部が携行した。

このほか、病院船医极、患者輸送船医极、列車医极、輸送船医极などがあった。
なお、平時徴兵検査に要する材料を納めるものに、徴兵検査医极（1号、2号を1組とする）があった。